# قطعنامه ۷۸۹ شورای امنیت
قطعنامه ۷۸۹ شورای امنیت سازمان ملل متحد که در تاریخ ۲۵ نوامبر ۱۹۹۲ تصویب شد، سندی بین‌المللی دربارهٔ قبرس است. این قطعنامه طی نشست ۳۱۴۰ام با ۱۵ رای موافق، ۰ مخالف و ۰ ممتنع تصویب شد.